# 弗雷德·布朗
弗莱德·布朗（英語：Fred Brown，1948年8月7日—），美国NBA联盟职业篮球运动员。他在1971年的NBA选秀中第1轮第6顺位被西雅图超音速选中。